# Scudo lanterna
Lo scudo lanterna è un'arma bianca da difesa sviluppata in Italia durante il XVI secolo. È un ibrido tra uno scudo e una spada che, al suo interno, presenta uno scomparto utilizzato per contenere una lanterna da usare come fonte di luce e per abbagliare il nemico.

## Descrizione
Tra le armi più insolite di epoca rinascimentale, lo scudo lanterna si può considerare un esempio della passione per la teatralità e la meccanica che caratterizzavano l'ambiente culturale del manierismo dominante durante il XVI secolo. Lo scudo lanterna si compone di uno scudo circolare, di circa 30 centimetri di diametro e circondato da una dentatura che, al pari delle cosiddette degenbrecher (daghe spezzalama) diffuse all'epoca in Italia e Germania, era finalizzata a intrappolare le lame delle spade. L'arma, da impugnare tramite un guanto d'arme a mittene flessibile a essa agganciato, presenta una lunga lama che fuoriesce dal bordo dello scudo; in alcune versioni, l'arma dispone di altre piccole lame che spuntano dallo scudo propriamente detto o dal guanto e che possono talvolta essere retraibili. Altra particolarità dell'arma è la presenza di uno scomparto apribile destinato a contenere una piccola lanterna (da cui il nome dell'arma), da usare all'occorrenza come fonte di illuminazione durante i combattimenti al buio e per abbagliare il nemico. Nonostante la sua insolita forma, lo scudo lanterna ricorda il tarch, uno scudo più minimale dotato di vambrace al posto dell'umbone, diffuso nel Granducato di Mosca.
Sebbene fosse in grado di svolgere diverse funzioni offensive, difensive e tattiche, lo scudo lanterna è considerato un'arma inefficiente a causa del suo peso che rallenta i movimenti e in quanto le lame laterali da utilizzare per danneggiare le armi nemiche, essendo piccole, non sono in grado di agganciare facilmente i colpi. Nel suo libro A History of Weapons Crossbows, Caltrops, Catapults & Lots of Other Things that Can Seriously Mess You Up, lo scrittore John O'Bryan sostiene che l'arma «sa fare un sacco di cose, ma nessuna bene».

## Storia
L'introduzione delle armi da fuoco, nel XV secolo, mandò in disuso lo scudo quale utile strumento di difesa passiva. Per contro, sin dal XIV secolo, le sempre più raffinate scuole di scherma tradizionale d'Europa avevano riportato in auge un uso attivo degli scudi di piccole dimensioni, come il brocchiero, e veniva insegnato l'uso delle lanterne per abbagliare gli avversari. All'epoca, la vocazione offensiva delle spade erano i colpi di punta e non più di taglio e il loro apparato difensivo cercava di garantire sempre più salvaguardia alla mano non protetta da armatura dell'utente civile. Queste esigenze portarono allo sviluppo di armi come la spada da lato, che disponeva di appositi anelli per la protezione delle dita, così come di armi ibride come lo scudo lanterna italiano.
Benché ne esistano diversi esemplari, come ad esempio quelli esposti nel Philadelphia Museum of Art e nel Kunsthistorisches Museum di Vienna, non risulta che lo scudo lanterna ebbe particolare successo: nessuna fonte storica ne descrive infatti il modo in cui veniva utilizzato.